# Der Fuchs und die Trauben

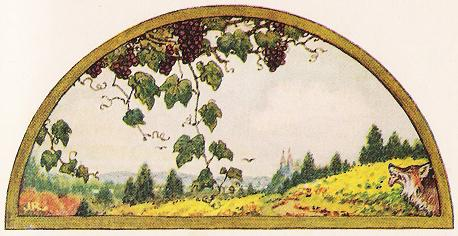
Der Fuchs und die Trauben von John Rae, 1918

Der Fuchs und die Trauben (griech.: Ἀλώπηξ καὶ βότρυς) ist eine Fabel, die dem griechischen Fabeldichter Äsop zugeschrieben wird, Phaedrus dichtete eine lateinische Fassung (De vulpe et uva, Phaedrus, Fabeln 4, 3) im Versmaß des jambischen Senars.

## Version des Phaedrus
De vulpe et uva

Fame coacta vulpes alta in vinea

Uvam appetebat summis saliens viribus;

Quam tangere ut non potuit, discedens ait:

„Nondum matura est; nolo acerbam sumere.“

Qui, facere quae non possunt, verbis elevant,

adscribere hoc debebunt exemplum sibi.
Vom Fuchs und den Trauben

Vom Hunger getrieben machte sich auf der Höhe eines Weinbergs

Ein Fuchs an Trauben heran, indem er mit aller Kraft nach ihnen sprang.

Da er sie aber nicht erreichen konnte, sagte er im Weggehen:

„Sie sind noch nicht reif; und sauer will ich sie nicht pflücken.“

Wer das, wozu er nicht in der Lage ist, mit Worten herunterspielt,

der sollte sich dieses Beispiel zu Herzen nehmen.

## Inhalt

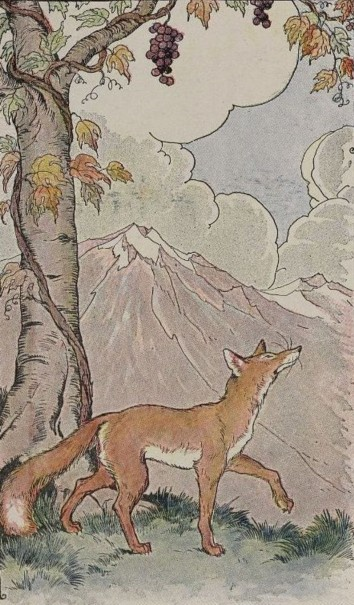
Der Fuchs und die Trauben von Milo Winter, 1919

In dieser Fabel zeigt sich ein Fuchs verächtlich über die Trauben, die er nicht erreichen kann:

„Der Fuchs biss die Zähne zusammen, rümpfte die Nase und meinte hochmütig: ‚Sie sind mir noch nicht reif genug, ich mag keine sauren Trauben.‘ Mit erhobenem Haupt stolzierte er in den Wald zurück.“

Die Fabel karikiert den unehrlichen Umgang mit einer Niederlage: Um sich nicht eingestehen zu müssen, dass er die Trauben nicht erreichen kann, behauptet der Fuchs, sie gar nicht erreichen zu wollen.
Die Moral von der Geschichte ist: „Wer das, was er nicht erreichen kann, mit Worten schlecht macht, soll sich dieses Beispiel hinter die Ohren schreiben. [Qui, facere quae non possunt, verbis elevant, adscribere hoc debebunt exemplum sibi.].“
In der Psychologie wird ein solches Schönreden eines Versagens auch als Rationalisierung oder Kognitive-Dissonanz-Reduktion bezeichnet. Hierbei wird versucht, einer konfliktären Situation nachträglich einen rationalen Sinn zu geben.

## Gedicht
Der deutsche Dichter und Philosoph Karl Wilhelm Ramler schrieb dazu in seiner Fabellese das folgende Gedicht:
Ein Fuchs, der auf die Beute ging,

fand einen Weinstock, der voll schwerer Trauben

an einer hohen Mauer hing.

Sie schienen ihm ein köstlich Ding,

allein beschwerlich abzuklauben.

Er schlich umher, den nächsten Zugang auszuspähn.

Umsonst! Kein Sprung war abzusehn.

Sich selbst nicht vor dem Trupp der Vögel zu beschämen,

der auf den Bäumen saß, kehrt er sich um und spricht

und zieht dabei verächtlich das Gesicht:

Was soll ich mir viel Mühe nehmen?

Sie sind ja herb und taugen nicht.

## Weitere Versionen
Der Fuchs und die Trauben. Bei Gelegenheit einer Rede des nachwärtigen Herrn Professor in Franeker D.J. Jakob Ritters von Albrecht von Haller